# Franco Cerri
Pour les articles homonymes, voir Cerri.
Franco Cerri, né le 29 janvier 1926 à Milan et mort dans la même ville le 18 octobre 2021, est un guitariste et contrebassiste italien.

## Biographie
Franco Cerri est né à Milan et a appris à jouer de la guitare à l'âge de 17 ans. En 1945, il devient membre du groupe dirigé par Gorni Kramer et rejoint l'orchestre de l'émission télévisée Buone vacanze. En 1950, il avait déjà joué avec Bruno Martino et, dans les années suivantes, il a travaillé avec Renato Carosone, Nicola Arigliano, Peter Van Wood et Johnny Dorelli, entre autres et à partir de  1955, il joue de la contrebasse et de la guitare avec Chet Baker et Buddy Collette. Il a également joué avec Dizzy Gillespie, Johnny Griffin, Stéphane Grappelli, Lars Gullin, Billie Holiday, Lee Konitz, Gerry Mulligan, Lou Bennett, Bud Shank, Tony Scott, Django Reinhardt, Phil Woods et le Modern Jazz Quartet. Il cite comme influences Django Reinhardt, Barney Kessel et René Thomas.
Franco Cerri a dirigé des quatuors et quintettes avec Tullio De Piscopo, Pino Presti, Gianluigi Trovesi, Flavio Ambrosetti et Jean-Luc Ponty.
En 1980, il forme un duo avec le pianiste Enrico Intra, avec qui il fonde la Civica Scuola di Jazz à Milan.
Il était également connu des familles grâce à ses publicités pour une célèbre marque de détergent.
Le 1er janvier 2006, il est fait commandeur de l'ordre du Mérite de la République italienne par le président Carlo Azeglio Ciampi.
Franco Cerri est mort à Milan le 18 octobre 2021, à l'âge de 95 ans.

## Décoration
- Commandeur de l'ordre du Mérite de la République italienne (1er janvier 2006).

## Discographie

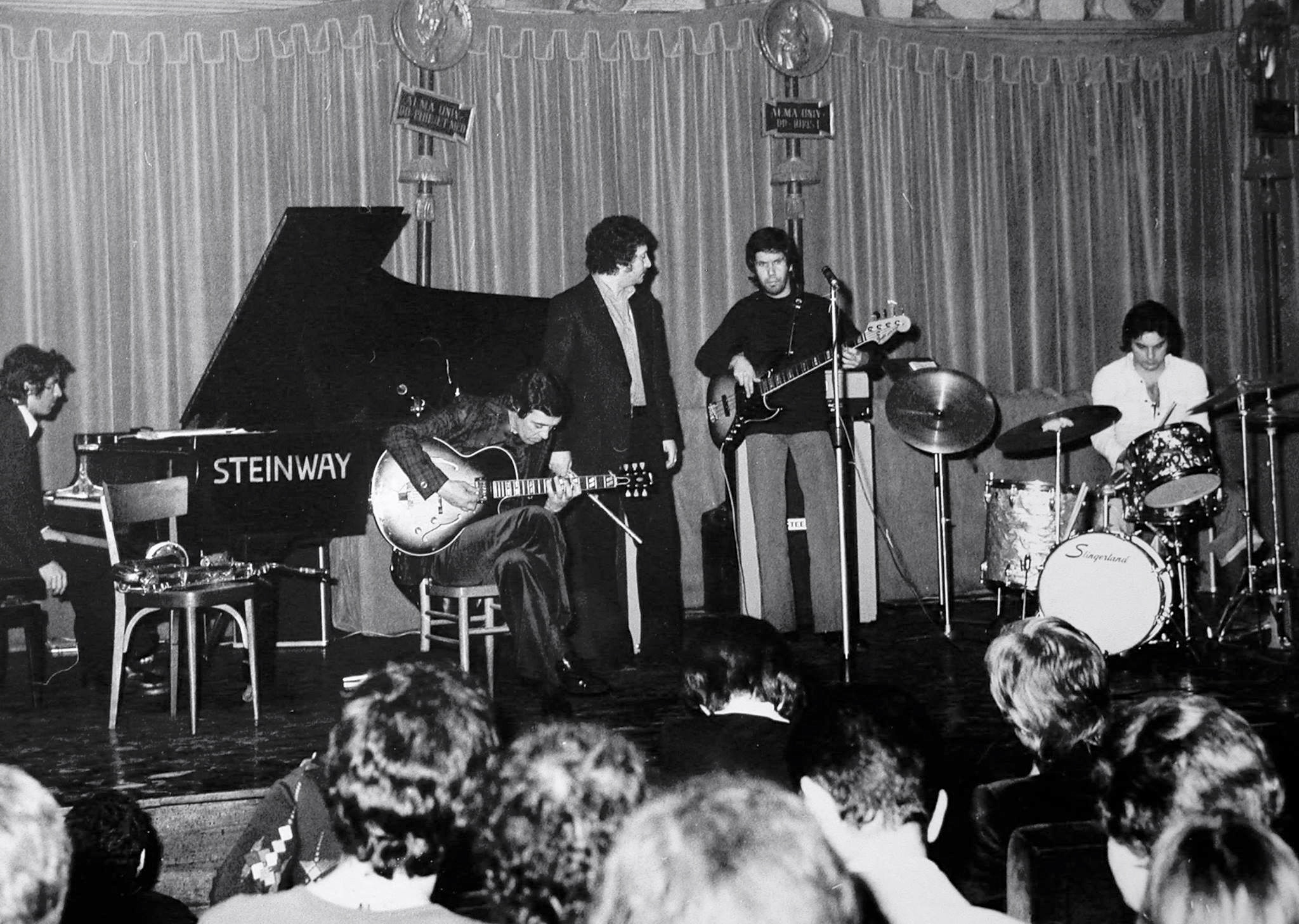
Le quintette Franco Cerri 1973 : Nando De Luca, Franco Cerri, Giorgio Baiocco, Pino Presti, Tullio De Piscopo.

### Soliste
- Franco Cerri et ses stars européennes du jazz (Colombie, 1960)
- Rencontre internationale de jazz (Colombie, 1961)
- Bossa Nova (Colombie, 1963)
- Franco Cerri (Colombie, 1964)
- La Sera à Casa Con Te (CGD, 1965)
- 12 bacchette pour 1 Chitarra (GTA, 1966)
- 6 (Dire, 1971)
- Metti Una Sera Cerri (1973)
- A Limmen (Malobbia, 1975)
- De Cathetus à Cicéron (Malobbia, 1975)
- Querce Platani e Cerri (PDU, 1975)
- Franco Tony et Pompeo (Malobbia, 1976)
- Nuages (Ricordi, 1976)
- Uno Suo Modo Di Dire (Dire, 1977)
- Franco Cerri Jazz (Dire, 1977)
- Noi Duero (Malobbia, 1978)
- Demoiselle (Dire, 1979)
- Omaggio à Bill Evans (Dire, 1981)
- Effetto Alfa (Paragon, 1983)
- Aujourd'hui! (Dire, 1984)
- De:Milan à:Francfort/Main Re: Jazz Twins (Dire, 1985)
- Pregiata Ditta Dal 1980 (Ariston, 1990)
- Cerri & Cerri (Dire, 1994)
- En Souvenir De Milan (CDpM LION, 1995)
- À Punta Di Cerri (MAP, 2000)
- Jazz Italiano Live 2007 (Casa Del Jazz, 2007)
- Cerrimedioatutto (MAP, 2011)
- Passavo Di Qui (Musica Jazz, 2012)
- Salon de coiffure (Abeat, 2014)
- Antonio Onorato & Franco Cerri (Abeat, 2016)
- Prenez le train A avec Gianni Basso (VideoRadio, 2008)
- E Venia Da' Campi Che Di Cerri Sentia (Rouge, 2008)

### Accompagnateur

#### AvecChet Baker
- A Milan (Jazzland, 1960)
- Chet Baker avec cinquante cordes italiennes (Jazzland, 1960)
- Stella par Starlight (West Wind, 1989)

#### AvecBruno Lauzi
- Palla Al Centro (Numéro Uno 1983)
- Retour au jazz (Dire, 1989)
- Lauzi Cantava Il Jazz (Musica Jazz, 2016)

#### Autres
- Nicola Arigliano, Allez mec ! (Nun, 2001)
- Basso-Valdambrini, Nouveau son d'Italie (Jolly Hi-Fi, 1960)
- Matteo Brancaleoni, Just Smile (Philologie, 2007)
- Buddy Collette, Polyédrique Buddy Collette (Dejavu, 2008)
- Milt Jackson, chante avec le groupe Enrico Intra (série. WOC, 2013)
- Renato Rascel, Ninna Nanna Del Cavallino/E Arrivata La Bufera (Odéon, 1958)
- Caterina Valente, A Briglia Sciolta (Ariston, 1990)
- Claude Williamson, Modern Jazz in Nu (Columbia, 1968)